# Plus 44
Plus 44 (lub po prostu +44) – amerykański zespół grający punk rock i pop punk. W skład zespołu weszli Mark Hoppus, Travis Barker, Shane Gallagher oraz Craig Fairbaugh. Formacja powstała niedługo po rozpadzie blink-182, a założyli ją Travis Barker (perkusja) i Mark Hoppus (gitara basowa). Działalność zespołu została zawieszona w roku 2009, niedługo przed ogłoszeniem reaktywacji blink-182.

## Członkowie zespołu
- Mark Hoppus – wokal, gitara basowa
- Travis Barker – perkusja, instrumenty klawiszowe
- Shane Gallagher – gitara, wokal
- Craig Fairbaugh – gitara

## Dyskografia

### Albumy
- When Your Heart Stops Beating – na rynku od 14 listopada 2006.

### Single
- "Lycanthrope"
- "Baby, Come On"
- "When Your Heart Stops Beating"
- "155"
- "Cliff Diving"
- "No It Isn't"